# .ax
Влада Оландских Острва је затражила .ax као највиши Интернет домен државних кодова (ccTLD). Тренутно, међутим, не постоји такав НИД и Аланд и даље користи фински НИДдк .fi. Већина аландских сајтова је под .aland.fi поддоменом. IANA је резервисала .ax за Аланд, а није додељена ни једна спонзорска организација.